# Простредњи Бечва
Простредњи Бечва (чеш. Prostřední Bečva) је насељено мјесто са административним статусом сеоске општине (чеш. obec) у округу Всетин, у Злинском крају, Чешка Република.

## Становништво
Према подацима о броју становника из 2014. године насеље је имало 1.716 становника.